# Sân vận động Fort Carré
Sân vận động Fort Carré (tiếng Pháp: Stade du Fort Carré) là một sân vận động đa năng ở Antibes, Pháp. Đây là sân nhà của FC Antibes. Sân hiện được sử dụng chủ yếu cho các trận đấu bóng đá và các giải đấu điền kinh địa phương. Sân vận động có sức chứa 7.000 người. Tại Giải vô địch bóng đá thế giới 1938, sân vận động này đã tổ chức trận đấu giữa Thụy Điển và Cuba.